# Acropora lokani
Acropora lokani е вид корал от семейство Acroporidae. Видът е световно застрашен, със статут Уязвим.

## Разпространение
Разпространен е в Австралия, Американска Самоа, Индонезия, Малайзия, Микронезия, Нова Каледония, Папуа Нова Гвинея, Самоа, Сингапур, Соломонови острови, Тайланд, Фиджи и Филипини.

## Описание
Популацията им е намаляваща.